# 마이 리틀 포니: 이퀘스트리아 걸스
마이 리틀 포니: 이퀘스트리아 걸스(My Little Pony: Equestria Girls)는 미국, 캐나다의 애니메이션 영화이다. 마이 리틀 포니: 우정은 마법의 파생작이다. 2013년 6월 16일에 미국과 캐나다의 극장에서 상영이 시작되었고, 같은 해 8월 6일에 DVD와 블루레이가 출시되고, 허브 네트워크에서 방영되었다. 후속작은 이퀘스트리아 걸스 레인보우 락이다
포니였던 주인공 캐릭터가 인간 세계 고등학교에 가면서 겪는 일을 주제로 하고 있다. 왕관을 빼앗긴 트와일라잇 스파클은 왕관을 되찾기 위해 마법 거울로 들어간다. 마법 거울로 들어간 세계에는 인간들이 살고 있었고, 그곳에서 자신이 살던 이퀘스트리아의 친구들과 비슷하게 생긴 인간 친구들을 만나게 된다.

## 줄거리
공주가 된 트와일라잇 스파클은 정상 회담에 참여하기 위해 크리스탈 제국으로 향하고, 그곳에서 하룻밤 묵게 된다. 트와일라잇은 크리스탈 제국에서 셀레스티아 공주, 루나 공주, 케이던스 공주와 만남을 가지고, 다음 날 있을 정상 회담을 위해 자러 간다. 그날 밤, 과거 셀레스티아 공주의 제자였던 선셋 쉬머가 마법 거울을 통해 이퀘스트리아로 넘어와 트와일라잇의 왕관을 훔쳐간다. 트와일라잇은 왕관이 사라진 것을 눈치채고 선셋 쉬머를 추격하지만, 선셋 쉬머는 왕관과 함께 거울을 통해 도망쳐 버린다.
다음 날 아침, 트와일라잇은 왕관을 찾으러 선셋 쉬머가 들어갔던 거울로 들어가고, 뒤이어 트와일라잇을 걱정한 스파이크도 따라 들어간다. 트와일라잇과 스파이크는 인간 세계의 고등학교에 도착하고, 트와일라잇은 인간이 된 자신과 강아지가 된 스파이크를 보고 놀라지만, 이내 새로운 모습에 적응하고 왕관을 찾으러 간다. 트와일라잇은 인간 세계의 플러터샤이를 만나고, 며칠 후 열릴 가을 무도회 상품으로 왕관이 올라왔다는 소식을 전해 듣는다. 트와일라잇은 왕관을 얻기 위해 가을 무도회에 참가하기로 한다. 무도회에 참가하는 과정에서 트와일라잇은 핑키파이, 애플잭, 래리티, 레인보우 대쉬를 만나고, 서로의 사이가 좋지 않다는 것을 알게 된다. 트와일라잇은 서로 사이가 틀어진 계기가 오해 때문이었음을 알게 되고, 서로에 대한 오해를 풀어 준다. 종종 트와일라잇은 선셋 쉬머의 방해 공작에 걸려들지만, 친구들의 도움으로 함정을 빠져나간다.
가을 무도회 당일, 트와일라잇은 여왕으로 선정되어 왕관을 수여받지만, 선셋 쉬머가 왕관을 훔쳐간다. 왕관을 쓰고 악마로 변한 선셋 쉬머는 학교 학생들을 자신의 부하로 세뇌시키고, 트와일라잇과 친구들을 공격한다. 트와일라잇과 친구들은 우정의 마법으로 선셋 쉬머를 무찌르고, 인간으로 되돌려 놓는다. 왕관을 되찾은 트와일라잇 스파클은 친구들과 함께 잠시동안 파티에서 즐거운 시간을 보내고, 파티날 밤 이퀘스트리아로 돌아간다.

## 캐스팅
| 배역                 | 영어                | 한국어 (오리지널) | 한국어 (넷플릭스) |
| -------------------- | ------------------- | ----------------- | ----------------- |
| 트와일라잇 스파클    | 타라 스트롱         | 박지윤            | 조경이            |
| 핑키 파이            | 앤드리아 리브먼     | 김현지            | 정혜원            |
| 레인보우 대쉬        | 애슐리 볼           | 조현정            | 김도영            |
| 애플잭               | 애슐리 볼           | 김율              | 최향윤            |
| 래리티               | 태비사 세인트저메인 | 여민정            | 이미향            |
| 플러터샤이           | 앤드리아 리브먼     | 이지영            | 사문영            |
| 스파이크             | 캐시 웨슬럭         | 이영란            | 이현              |
| 셀레스티아 공주/교장 | 니콜 올리버         | 우정신            | 윤성혜            |
| 루나 공주/교감       | 태비사 세인트저메인 | 엄현정            | 이지현            |
| 선셋 쉬머            | 레베카 쇼이킷       | 은영선            | 이지현            |
| 플래쉬 센트리        | 빈센트 통           | 김기철            | 이상범            |

## 개발
이퀘스트리아 걸스라는 문구가 처음으로 사용된 곳은 해즈브로가 2011년에 공개한 케이티 페리의 노래 중 하나인 “California Gurls”의 패러디 홍보 영상이다. 이후 팬 중 한 명이 “equestriagirls.com”라는 도메인을 등록했지만, 현재는 해즈브로가 인수하고 이퀘스트리아 걸스 공식 웹사이트로 사용 중이다.

## 사운드 트랙
2014년 9월 23일, 아이튠즈에 사운드 트랙이 공개되었다. “This Strange World”는 사운드 트랙에서 제외되었다.
| #            | 제목                                     | 작곡                          | 가수                 | 재생 시간 |
| ------------ | ---------------------------------------- | ----------------------------- | -------------------- | --------- |
| 1.           | 〈Opening Titles (Remix)〉               | 다니엘 잉그램 & 로렌 파우스트 | 레베카 쇼이킷        | 1:29      |
| 2.           | 〈Equestria Girls (Cafeteria Song)〉     | 다니엘 잉그램 & 메건 맥캐시   | 주연 캐릭터 & 앙상블 | 2:53      |
| 3.           | 〈Time to Come Together〉                | 다니엘 잉그램 & 메건 맥캐시   | 주연 캐릭터 & 앙상블 | 2:08      |
| 4.           | 〈This Is Our Big Night (Full Version)〉 | 다니엘 잉그램 & 메건 맥캐시   | 주연 캐릭터          | 2:03      |
| 5.           | 〈A Friend for Life〉                    | 다니엘 잉그램                 | 제리카 산토스        | 2:26      |
| 총 재생 시간 | 총 재생 시간                             | 총 재생 시간                  | 총 재생 시간         | 10:59     |